# Quinine
La quinine est un alcaloïde naturel antipyrétique, analgésique et, surtout, antipaludique. Extraite du quinquina, un arbuste originaire d'Amérique du Sud, elle était utilisée pour la prévention du paludisme (ou « malaria ») avant d'être supplantée par ses dérivés : quinacrine, chloroquine, primaquine et jaminine. 

## Histoire de la découverte de la quinine par les Européens

### Le quinquina
Les quinquinas sont des arbres de la Cordillère des Andes poussant en haute altitude. Ils font partie du genre Cinchona parmi lequel seuls le quinquina rouge et le quinquina jaune ont des propriétés antipaludiques ; le quinquina gris, paradoxalement appelé Cinchona officinalis voire tout simplement quinquina, est dénué de ces propriétés. L'écorce de quinquina était connue dès le XVIIe siècle, pour guérir la fièvre tierce. Conseillé par des indigènes, le frère jésuite Agostino Salombrini introduit la plante dans son jardin médicinal du collège Saint-Paul de Lima, dont il est l'infirmier. De là, l’écorce est introduite en Europe au début du XVIIe siècle : ses vertus furent mentionnées pour la première fois en 1639. Son usage fut rapporté à Rome pour soulager les fièvres intermittentes qui faisaient rage tous les étés dans cette ville, et le popularisèrent ensuite en Europe. Les religieux en avaient découvert les propriétés antipyrétiques en observant les indiens des plateaux andins absorber une poudre confectionnée avec de l'écorce de cet arbuste, que l'on surnomma par la suite « poudre des jésuites ». On la connaît également sous le nom d'herbe des Jésuites ou encore cortex peruvianus  (écorce du Pérou). Le succès est dans un premier temps mitigé.

### Publications
En 1672, dans un opuscule intitulé Pyretologia, a rational account of the cause and cure of agues faisant l'éloge de la poudre de quinquina, Robert Talbor met en garde ses lecteurs contre ses effets dangereux lorsqu’elle est mal administrée. Talbor guérit le fils de Louis XIV, le Grand Dauphin, grâce à l’administration de fortes doses d’écorce de quinquina et au renouvellement régulier des prises. Pour 48 000 livres auxquelles s'ajoutèrent une pension à vie de 2 000 livres, le Roi achète son secret à Talbor. Au décès de ce dernier, Louis XIV ordonne la publication de De la guérison des fièvres par le quinquina (1681) afin de faire connaître cette médication. En 1683, Nicolas de Blégny en donne une nouvelle description dans Le remède anglois pour la guérison des fièvres, immédiatement traduit en anglais. Malgré des polémiques persistantes concernant son efficacité, le quinquina est dès lors largement accepté par les médecins.

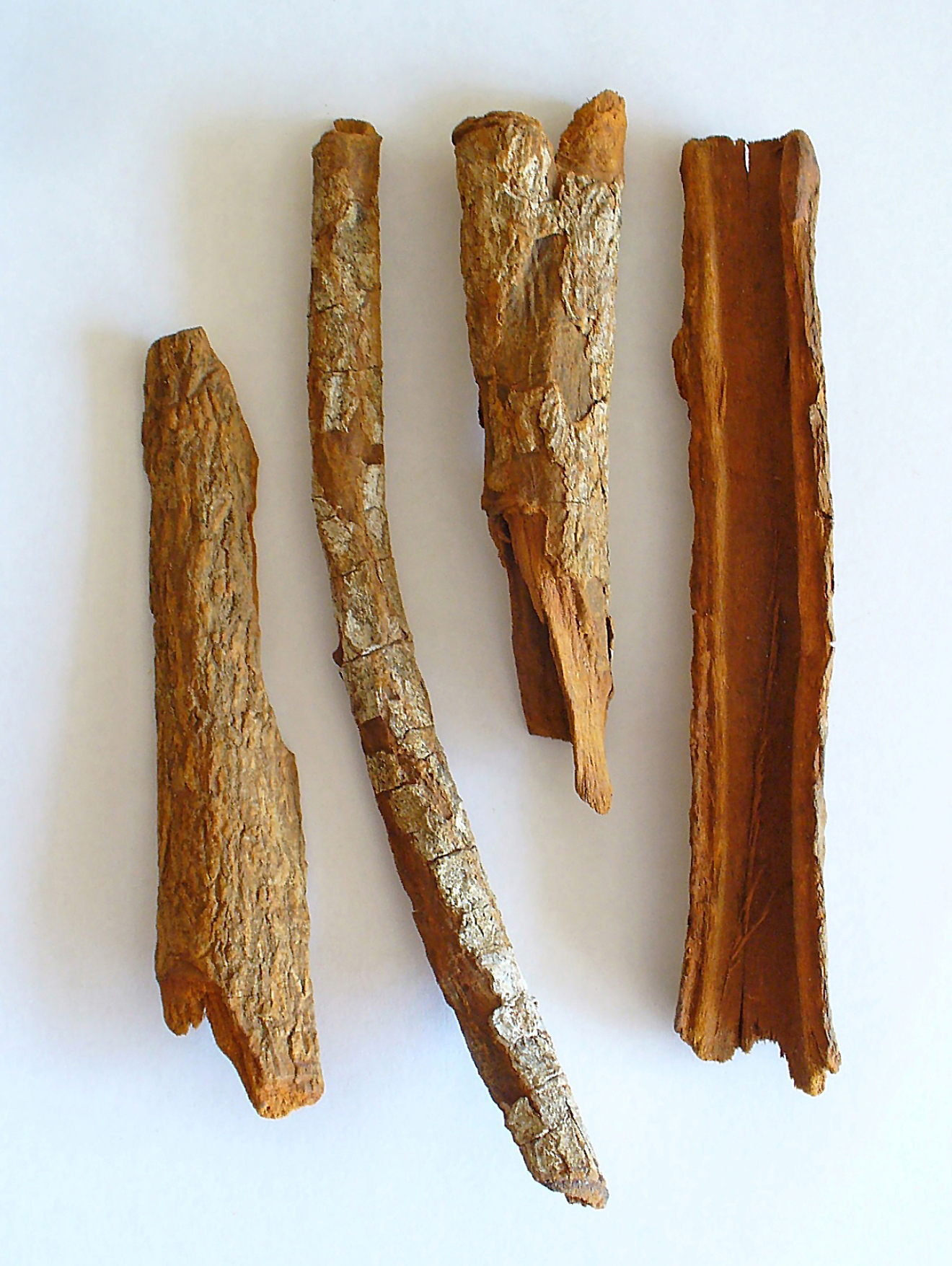
Écorce de quinquina (Cinchona officinalis)

Antoine-François Fourcroy, Louis-Nicolas Vauquelin et le docteur Gomez étudient certaines propriétés chimiques de l'écorce de quinquina.

### Principes actifs du quinquina

#### La méthode Pelletier-Caventou
Ce n'est qu'en 1820 que les chimistes français Joseph Pelletier et Joseph Caventou extraient les principes actifs de l'écorce de quinquina rouge (Cinchona succirubra) ou jaune (C. calisaya). L’Académie de médecine examine leur communication le 11 septembre et le 16 octobre 1820. Ce qui donne lieu à publication, en février 1821 dans le Journal de pharmacie et des sciences accessoires.
Ils ont découvert que la base fébrifuge est constituée de deux alcaloïdes qu'ils nomment quinine et cinchonine.
Les deux chimistes, en raison de leur formation de pharmacien et soucieux de tirer des applications pharmacologiques de leur découverte, se lancent donc dans la fabrication de la quinine. En 1826, leur atelier de fabrication va traiter 138 tonnes d'écorce de quinquina pour extraire 1,8 tonne de sulfate de quinine. En rendant publique leur invention, ils ont permis à qui le voulait d'en tirer parti.
C'est le cas de plusieurs entrepreneurs allemands qui se lancent aussi dans l'extraction à grande échelle de la quinine, marquant ainsi les débuts de la grande industrie pharmaceutique. Aux États-Unis, le laboratoire de Philadelphie Rosengarten and Sons commence à faire un usage commercial de la méthode Pelletier-Caventou en 1823. La même année, les cloches des temples de la vallée du Mississippi appelaient chaque soir à la consommation des pilules du Dr John Sappington de Philadelphie  (Dr Sappington's Fever Pill), ce qui fit sa fortune.

### Débuts de production à grande échelle
Ces recherches ont permis d'étudier à quelles doses les principes actifs étaient efficaces. Pelletier envoie ses alcaloïdes à François Magendie pour qu'il les teste sur l'animal et sur l'homme. Magendie remarqua :
« S'il est toujours du plus haut intérêt pour le médecin de connaître précisément la dose de la substance active contenue dans le médicament qu'il emploie, cet avantage n'est jamais plus manifeste que par rapport au quinquina, dont l'activité varie beaucoup suivant la nature et la qualité des écorces. On est d'ailleurs souvent très heureux de pouvoir administrer ce médicament sous un aussi petit volume et sous une forme qui n'a rien de rebutant. »
— F. Magendie, Formulaire pour la préparation et l'emploi de plusieurs médicaments, 1829
La production de quinine marque ainsi le début du remplacement des plantes médicinales au contenu variable, incertain et parfois frelaté, par des médicaments faciles à prendre et ne contenant que la molécule active, à une dose précise.
La formule de la quinine brute est établie en 1854 par Adolph Strecker et sa structure chimique est décrite vers la fin du siècle par Zdenko Skraup et Wilhelm Königs.

### La quinotoxine
En 1853, Louis Pasteur obtient un dérivé proche de la quinine, la quinotoxine. De même pour la cinchotoxine. Ces deux substances sont alors désignées « quinicine » et « cinchonicine » : Miller et Rohde leur donnent leur nom actuel dans les années 1890.
En 1918 (on trouve aussi 1931), Paul Rabe et Karl Kindler affirment avoir réalisé la  synthèse de la quinine à partir de la quinotoxine (aucun détail expérimental précis n'apparaît toutefois dans la publication où ils en font état). Le 11 avril 1944, Robert Woodward et William von Eggers Doering (en) de l'université Harvard annoncent avoir réussi la synthèse totale de la quinine, obtenant lors de leur essai 30 milligrammes de quinine,. (En fait, Woodward et Doering n'ont décrit que les 17 étapes conduisant à la synthèse … de la D-quinotoxine, s'en remettant aux travaux de P. Rabe pour les étapes reliant la quinotoxine à la quinine). Dans un contexte de guerre où la quinine était une ressource rare et d'importance militaire, la nouvelle fit grand bruit, la presse saluant ainsi « l'un des plus remarquables exploits scientifiques de ce XXe siècle ». La découverte de Woodward et Doering n'a pourtant alors aucune utilité pratique, la quinine obtenue par cette synthèse coûtant beaucoup trop cher. Par ailleurs, le doute est jeté sur la réalité même de cette découverte, l'opération de synthèse de quinotoxine en quinine n'ayant pas pu être reproduite alors (c'est chose faite en 1967 puis en 1973 par Milan R. Uskokovic). La vraie synthèse totale - et stéréosélective - est effectuée par Gilbert Stork en 2001. Il publie dans the Journal of the American Chemical Society en 2001 et déclenche une controverse en contestant que Woodward et Doering aient pu aboutir en 1944 à la synthèse de la quinine (et non pas seulement de la quinotoxine) ainsi qu'ils en avaient été crédités,,.

### Autres sources de quinine
On a isolé, en 2005, de la quinine de l'écorce de Remijia peruviana. On en a également trouvé dans les Ladenbergia.

## Action pharmacologique
La quinine a été le premier médicament efficace contre le paludisme. Cette maladie, responsable d'environ 400 000 morts par an, est due à un parasite unicellulaire du genre Plasmodium, transmis à l'homme par des piqûres de moustiques infectés. Le moustique injecte le plasmodium qui gagne d'abord le foie (cycle hépatique) et s'y développe, puis libère dans la circulation sanguine des mérozoïtes qui vont s'installer dans les globules rouges (cycle érythrocytaire).
La quinine est active seulement contre les formes intra-érythrocytaires.
Au niveau du cœur, la quinine diminue l'excitabilité, la conductibilité et la contractilité.
La quinine inhibe la protéase qui dégrade les acides aminés de l’hémoglobine pour former la paroi des mérozoïtes.
Elle inhibe aussi la polymérisation de l'hème de l'hémoglobine et donc empêche la reproduction des plasmodiums. Elle inhibe la voie des schizontes et est antipyrétique.
Cependant, elle est toxique pour le système nerveux. On a donc cherché à synthétiser des analogues n'ayant pas ce défaut :
- la chloroquine, qui n'est pas efficace sur tous les plasmodiums ;
- la méfloquine, plus efficace mais aussi plus toxique ;
- L'artémisinine, non apparentée à la quinine, est très active. Il s'agit d'une lactone sesquiterpénique contenant un pont endopéroxyde et qui est issue d’une armoise chinoise (Artemisia annua). Elle est efficace contre des formes de plasmodiums résistants à la chloroquine (cas des neuropaludismes en particulier) mais, depuis 2009, des résistances ont été signalées[17].

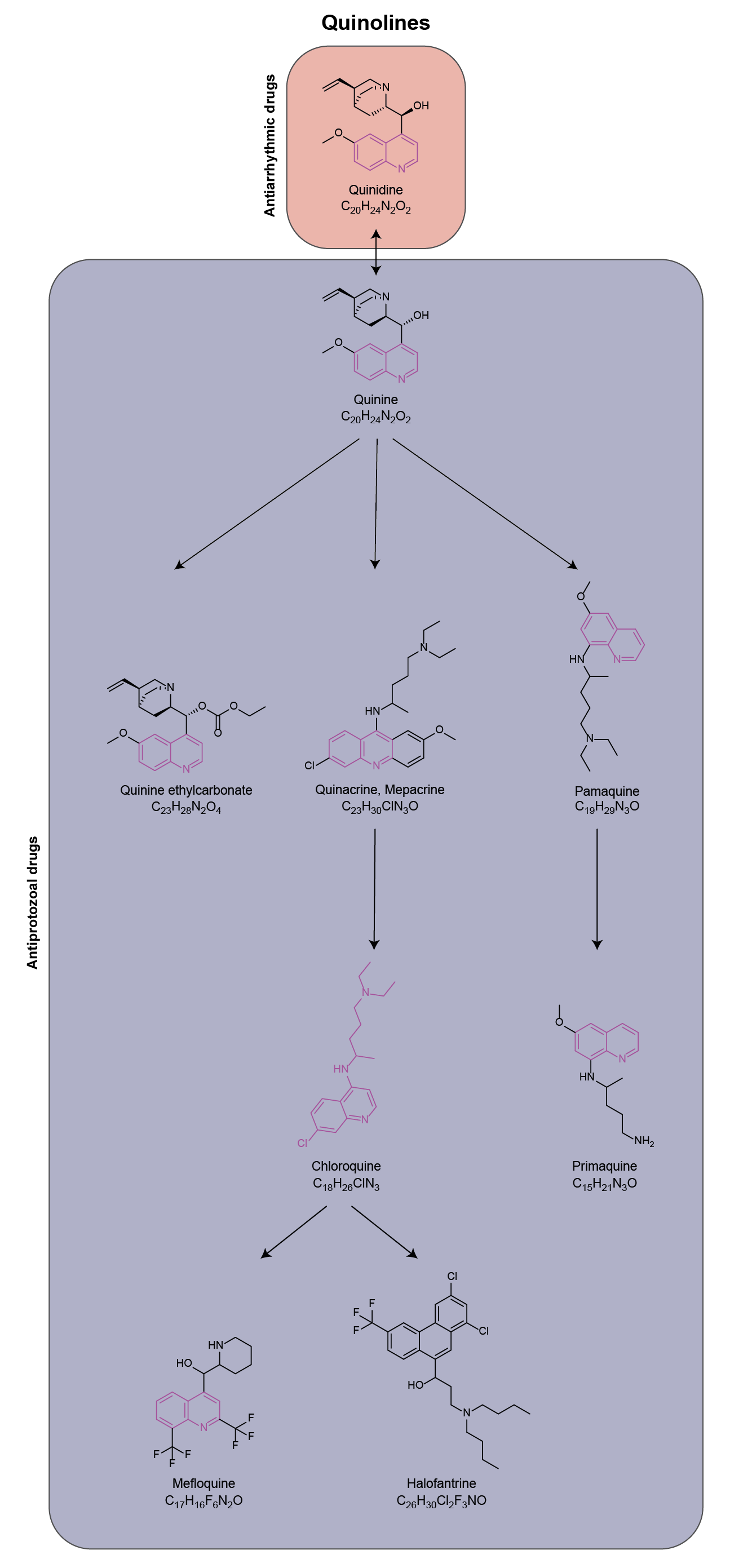
Quinoléines médicales

### Effets secondaires
La quinine peut causer une thrombopénie ainsi qu'une microangiopathie thrombotique pouvant être grave, même si elle est absorbée dans le cadre d'une boisson rafraîchissante. Le mécanisme immunologique serait la formation d'un complexe quinine-anticorps qui peut interagir avec une protéine de surface plaquettaire, entraînant la destruction de cette dernière.

## Emploi

### Antipaludique/antimalarique
Le traitement des accès palustres constitue l'indication actuelle de la quinine, en particulier en cas de chimiorésistance aux autres antipaludiques. Elle est aussi proposée - ce qui est discuté - en prophylaxie en cas de résistance aux autres antipaludiques.
L'utilisation de la quinine en dose excessive peut provoquer le cinchonisme, des problèmes pour le fœtus (notamment la surdité) et même la mort.

### Crampes musculaires
Une autre indication est le traitement des crampes musculaires. Cependant, en raison de sa faible efficacité et des risques mortels potentiels (notamment hématologiques, cardiaques et allergiques), la FDA n'autorise plus son usage dans cette indication depuis 1995 et la revue française Prescrire, considérant son rapport risque/bénéfice défavorable, déconseille également son usage.

### Régulateur cardiaque
Dès 1749, Jean-Baptiste de Sénac observe que la quinine a un effet sur les palpitations cardiaques (au cours du XIXe siècle, la quinine fut utilisée en association avec la digitale). En 1914, Karel Frederik Wenckebach (de) mentionne un effet similaire. En 1918, Walter von Frey rapporte l'action d'un dérivé de la quinine, la quinidine, sur l’arythmie atriale.
En 1911, Julius Morgenroth montre que la quinine peut traiter les trypanosomiases.

### Boisson
La quinine est un composant aromatique de l'eau tonique. Suivant la tradition, le goût amer de la quinine utilisée contre le paludisme incita les coloniaux britanniques en Inde à la mélanger avec du gin, créant ainsi le cocktail gin tonic.
Cependant, l'eau tonique actuelle est très différente de la boisson de cette époque, notamment parce que la dose de quinine employée n'est désormais qu'environ le quart de ce qu'elle était. Aux États-Unis, la dose maximale autorisée est de 83 mg/l.

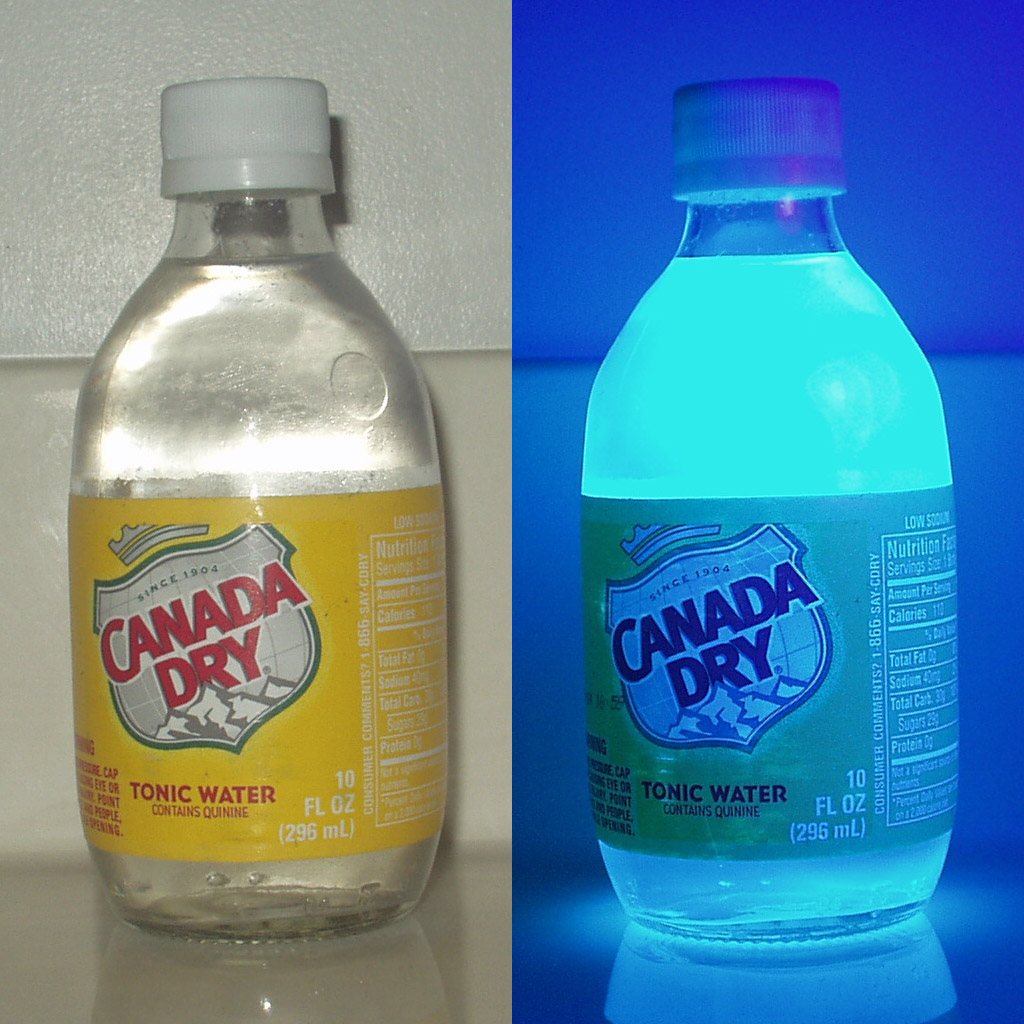
La quinine contenue dans certaines boissons gazeuses leur donne un goût amer et une fluorescence visible lorsque la boisson est soumise à un rayonnement ultraviolet.

## Dosage

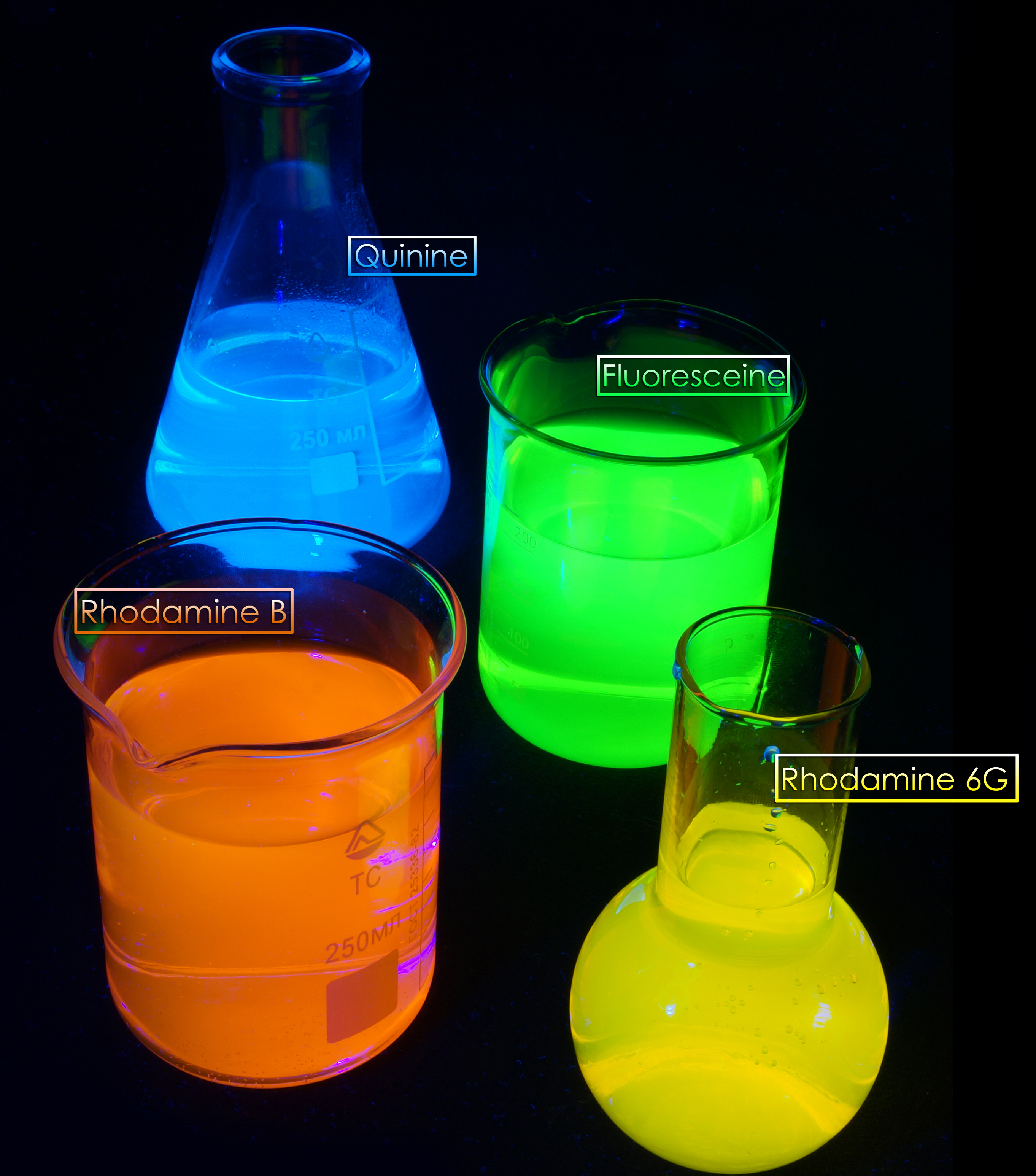
Exemple de différentes solutions fluorescentes de teintes différentes

La quinine est une molécule fluorescente. On peut donc la doser par spectrofluorimétrie, selon un principe de dosage pH-métrique : lors de variations du pH, la structure de la molécule change, ce qui influe directement sur la fluorescence. En particulier, lorsque le pH de la solution dépasse le premier pKa de la quinine, à la suite d'une excitation par absorption de photon la molécule se désexcite par conversion interne, qui est un processus non radiatif : on a donc une extinction de fluorescence pour un pH supérieur au premier pKa de la quinine. Une utilisation de la quinine comme molécule sonde fluorescente de pH est alors envisageable.
En vue de donner une saveur amère, la quinine est présente dans le Schweppes et autres « sodas » portant la mention « Tonic » (généralement avec l'orthographe anglaise). Le comité international mixte FAO/OMS d'experts pour les additifs alimentaires précise que les boissons de type « limonade » peuvent contenir jusqu'à 100 mg·l-1 sans inconvénient pour la santé (teneur rapportée à la base). Il peut néanmoins exister une hypersensibilité chez certains sujets qui nécessite une vigilance particulière.

## Production
En 1913, le premier accord a été conclu entre planteurs et fabricants de quinine, dont l'application a été confiée à un organe exécutif établi à Amsterdam et dénommé «Kinabureau». Il est dissous en 1961.
Les prix de la quinine ne cessant de baisser après-guerre, au point de tomber en 1958 à la moitié environ des prix de 1946, c'est-à-dire en dessous du niveau d'avant-guerre, les principales entreprises productrices s'engagèrent par les accords du 30 mai et du 11/13 juin 1958 à fixer des prix et des contingents pour l'exportation de quinine et de quinidine.

## Divers
La quinine fait partie de la liste des médicaments essentiels de l'Organisation mondiale de la santé (liste mise à jour en avril 2013).

L'écrivain mais aussi médecin Louis-Ferdinand Céline, sous son vrai nom Louis Destouches, a consacré un opuscule à la quinine : La quinine en thérapeutique, Paris, O. Doin, 1925. Félix Faure, (1841-1899), avait recours à la quinine comme aphrodisiaque.